# Rappresentazione erotica del lesbismo

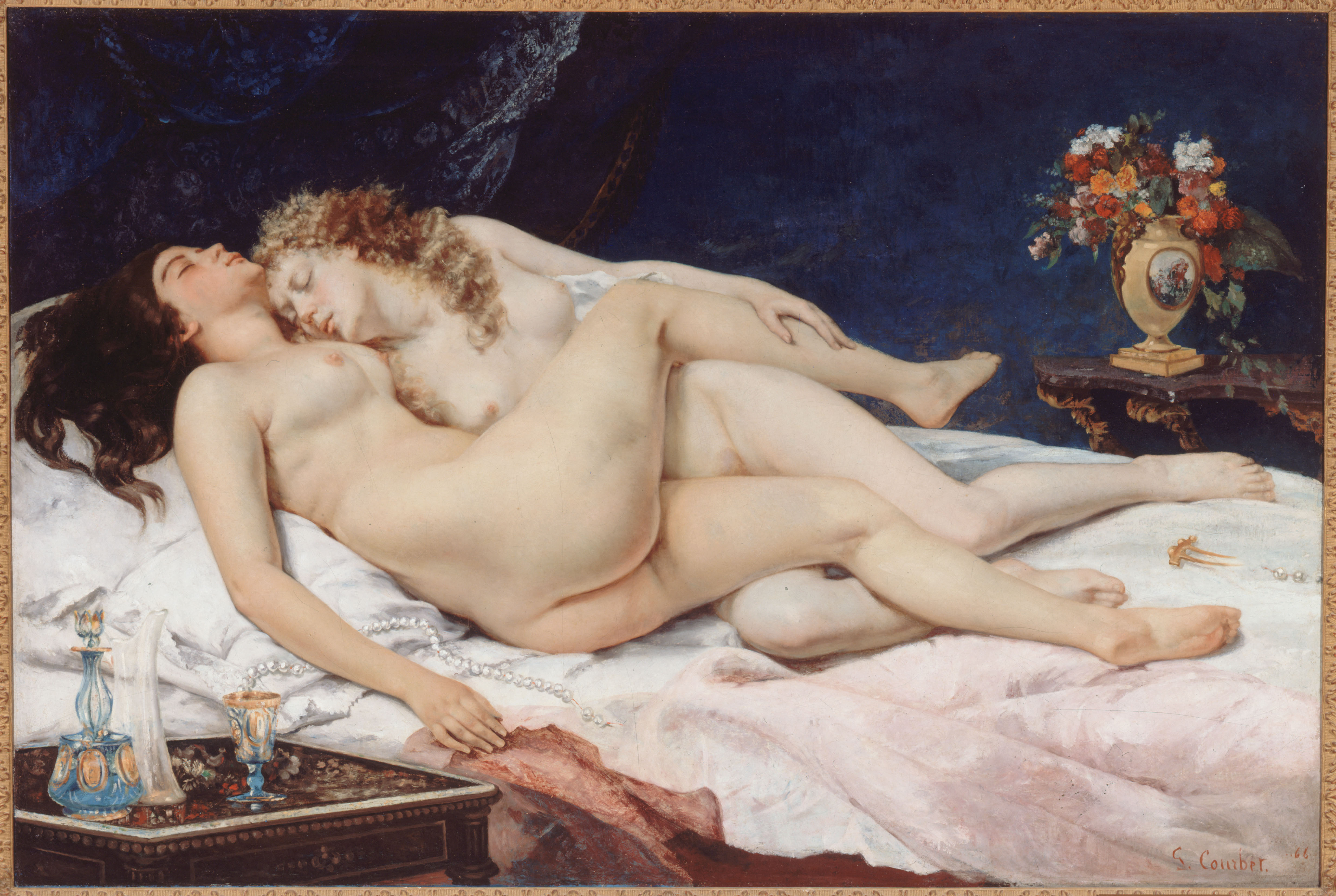
Il Sonno (1866) di Gustave Courbet.

Con rappresentazione erotica del lesbismo s'intende l'espressione del desiderio e dell'erotismo lesbico nella storia delle arti visive; esso è stato un tema dell'arte erotica fin dai tempi dell'antica Roma, con raffigurazioni ritrovate ad esempio in vari affreschi pompeiani.
Per gran parte della storia del cinema e della televisione invece viene considerato come un tabù, almeno fino a quando a partire dagli anni sessanta non diventa sempre più un genere a sé stante; in primo luogo in certe pellicole cosiddette softcore e a seguire in vari thriller a sfondo erotico. Rappresentazioni del lesbismo entrano nel cinema mainstream a partire dai primi anni ottanta.
In pornografia infine, rappresentazioni di sessualità lesbica formano un sottogenere popolare.

## Storia

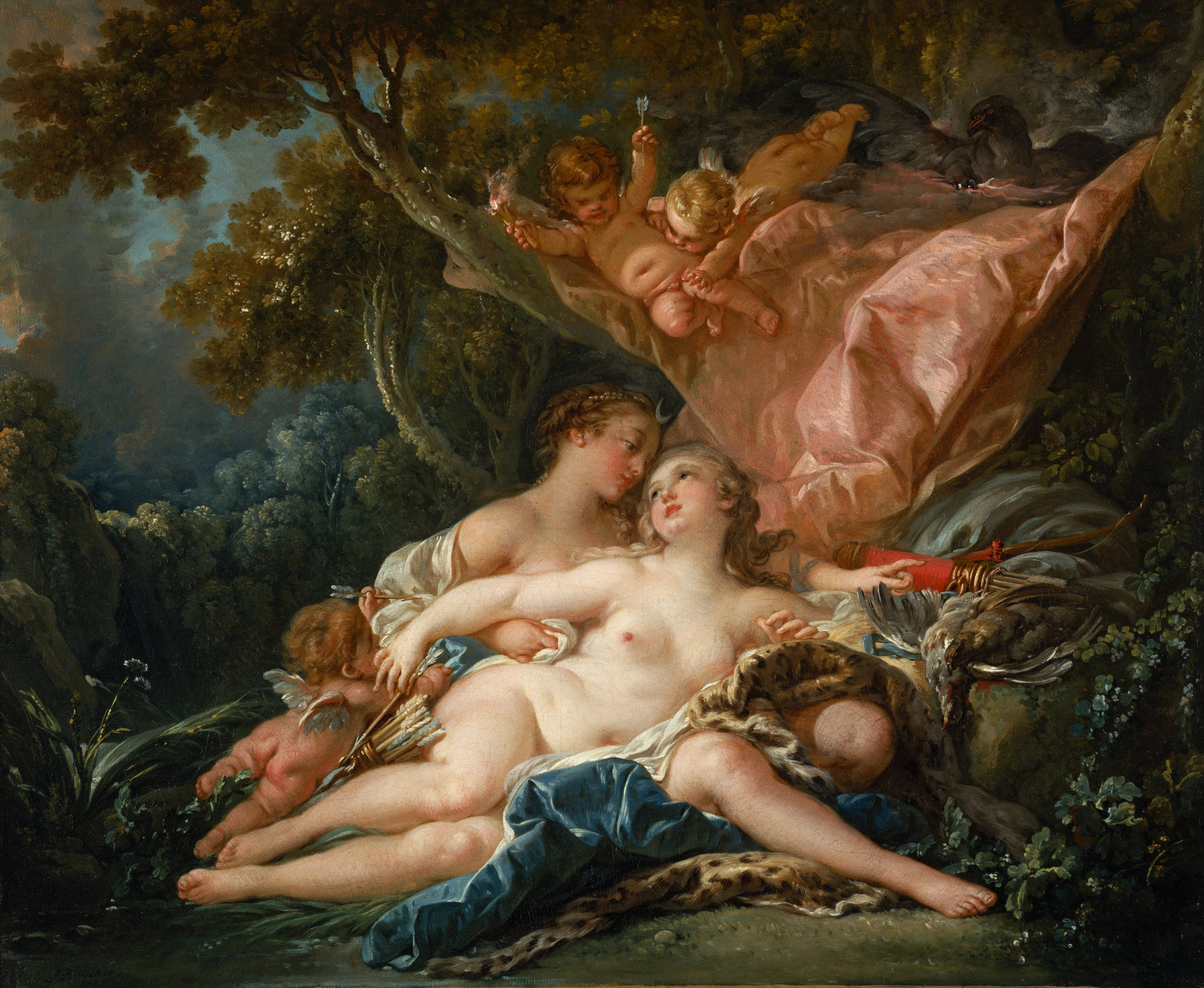
Boucher, La ninfa Callisto, sedotta da Giove in forma di Diana (1759).

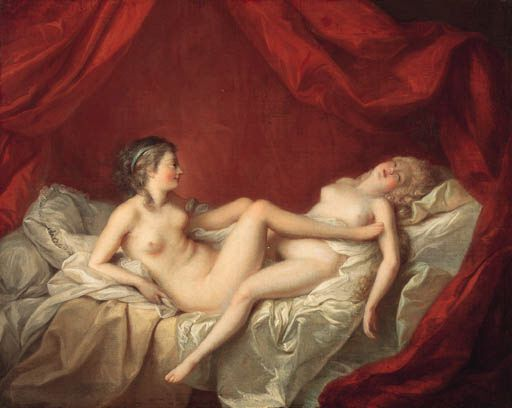
Les Deux Amies di Jean-Jacques Lagrenée (XVIII sec.), esempio di tribadismo nell'arte

I rapporti sessuali tra donne sono stati sia illustrati che narrati profusamente, ma gran parte del materiale creato precedentemente alla prima epoca moderna, è andato però nella stragrande maggioranza dei casi irrimediabilmente perduto. Ciò che invece appare alquanto chiaro dalla documentazione storica pervenutaci è che la gran parte dei testi a sfondo erotico-pornografico lesbico era destinato ad un pubblico essenzialmente maschile.

### Rappresentazioni classiche
Varie raffigurazioni di lesbismo esplicito si ritrovano nell'arte erotica a Pompei e Ercolano. Del tutto scomparse per tutto il periodo medioevale, sono riapparse poco dopo il Rinascimento; François Boucher e William Turner sono stati dei precursori fra quegli artisti del XIX secolo che hanno cominciato a mostrare (in pittura o in letteratura) nelle loro opere l'erotismo lesbico.
Come altri pittori a lui vicini, Boucher trovava la sua prima ispirazione nella mitologia classica; lui è stato uno dei tanti artisti a raffigurare i vari miti che circondano la Dea Artemide (o Diana), tra cui la storia spesso raffigurata di Callisto, una delle ninfe assegnate alla Dea sedotta da Zeus che aveva assunto le sembianze della stessa Artemide. Questo perché Callisto aveva fatto voto di castità nei confronti di tutti gli uomini. 

### XIX secolo

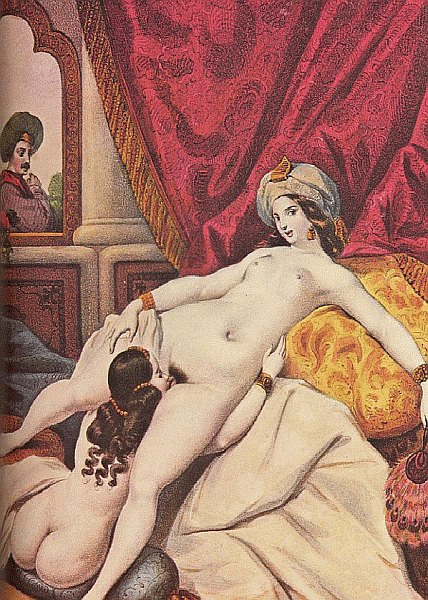
Rappresentazione orientalista (cunnilingus come esotismo)

Durante l'800 il lesbismo diviene un tema sempre più apertamente discusso, giungendo a trovare una propria espressione in molti campi dell'arte. In Francia l'influenza di Charles Baudelaire è considerata decisiva e cruciale, sia sulla letteratura che sulle arti visive a contenuto più o meno erotico di tipo lesbico; anche se per la studiosa e critica d'arte statunitense Dorothy M. Kosinski ciò si è riverberato, più che per l'arte alta, soprattutto per l'erotica popolare. Come che sia le illustrazioni di Auguste Rodin per I fiori del male contengono poesie apertamente lesbiche.
Gustave Courbet nel suo quadro intitolato Il Sonno del 1866 illustra una scena del romanzo di Théophile Gautier Mademoiselle de Maupin (1835), anche se viene citata la poesia baudelairiana a contenuto saffico "Delphine et Hippolyte" come fonte d'ispirazione: il dipinto raffigura due donne nude addormentate abbracciate sullo stesso letto, presumibilmente dopo un rapporto sessuale. Le tematiche lesbiche del pittore erano abbastanza controverse da procurargli ispezioni e rapporti di polizia nel 1872; ma l'arte visiva di Coubert è accreditata per aver ispirato altri artisti nella rappresentazione di "coppie saffiche" il che a sua volta ha portato ad ammorbidire un tabù e "rivelando l'amore tra donne e costringendo così la società a vedere quelli che considerava come devianti e peccatori""

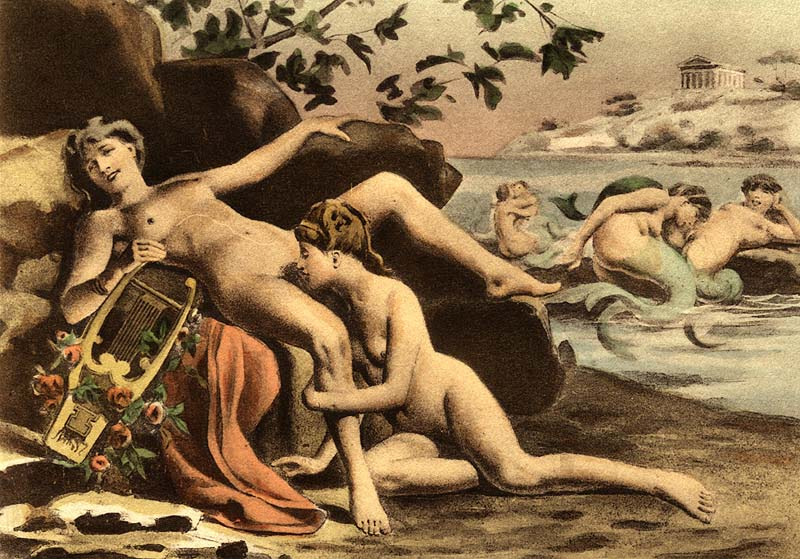
Édouard-Henri Avril, scena lesbica pastorale con Saffo.

Tuttavia, il pubblico di tali opere era ancora prevalentemente maschile (molti dei quadri di Courbet erano commissionati da un diplomatico turco), quindi il termine di erotismo lesbico dovrebbe forse esser ancora esso tra virgolette in quanto abbiamo a che fare con le immagini fatte da uomini, per gli uomini. Bisognerà attendere il XX secolo perché la sensualità dell'eros lesbico faccia apertamente appello anche a spettatori femminili.
Tra i pittori francesi dell'800 il lesbismo è stato poi spesso raffigurato in un contesto di orientalismo, riferito quindi anche al colonialismo ed imperialismo di quel periodo storico; di conseguenza vi sono anche ipotesi su un contenuto in parte razziale e di classe in quelle immagini, soprattutto quando il lesbismo viene collegato ad harem o scene di bordelli mediorientali. Le rappresentazioni successive nell'arte britannica e statunitense possono riflettere costumi culturali o semplicemente o prendere in prestito delle convenzioni formali pittoriche.
Nella seconda metà del XIX secolo il tema lesbico si era ben consolidato e tra gli artisti che lo illustrano ci sono Henri de Toulouse-Lautrec, Constantin Guys, Edgar Degas e Jean-Louis Forain; tra gli artisti più tardi invece sono compresi Gustav Klimt, Egon Schiele, Christian Schad, Pierre-Albert Marquet, Balthus e Leonor Fini.
Rappresentazioni più esplicite sono state parte del lavoro di illustratori erotici quali Édouard-Henri Avril, Franz von Bayros, Martin van Maële, Rojan (Feodor Stepanovich Rojankovsky), Gerda Wegener e Tom Poulton. Ma raffigurazioni esplicite di amore tra donne sono stare anche un tema importante nell'erotica giapponese shunga, nel lavoro di maestri come Utamaro, Hokusai, Katsukawa Shunchō, Utagawa Kunisada, Utagawa Kuniyoshi, Yanagawa Shigenobu, Keisai Eisen e Kawanabe Kyōsai.
Nella fotografia e nell'arte fetish in genere, artisti importanti che hanno incluso nei loro lavori tematiche lesbiche includono i nomi di David Hamilton, Steve Diet Goedde e Bob Carlos Clarke. Più di recente, fotografi bisessuali o lesbiche come Nan Goldin, Linda Tee Cutchin (Tee Corinne) e Judy Francesconi hanno concentrato la loro attenzione su temi di erotismo lesbico, reclamando così per sé un argomento che è stato tradizionalmente trattato principalmente attraverso l'occhio di artisti di sesso maschile.

## Al cinema e in televisione
Temi erotici lesbici sono stati immortalati fin dal cinema delle origini. Le scene più suggestive di lesbismo rimangono comunque controverse, come ad esempio la raffigurazione di donne che ballano assieme strettamente abbracciate sia ne Il vaso di Pandora che in Il segno della croce; il primo si distingue anche per la sua sottotrama lesbica, con la contessa in smoking e scambiata per un uomo. Ma il primo film a tema esplicitamente lesbico è il tedesco Ragazze in uniforme, che vede tra le attrici anche Erika Mann.
A metà degli anni trenta il Codice Hays vieta categoricamente qualsiasi accenno o riferimento anche vago all'omosessualità per tutte le pellicole in produzione ad Hollywood; il già citato "segno della croce", che originariamente comprendeva una danza erotica davanti alla luna piena effettuata da due donne venne tagliata in quanto considerata danza lesbica.
Anche le suggestioni riguardanti attrazioni romantiche tra donne erano quantomai rare e la stessa parola lesbica (L-word) era tabù: il lesbismo non è stato trattato nel cinema americano fino al 1962 quando in Anime sporche vi è una relazione lesbica sottilmente implicita tra Jo e Hallie. Le prime apparizioni di scene di vero e proprio sesso tra donne le abbiamo in La volpe, L'assassinio di Sister George e Therese and Isabelle.
Nel corso degli anni settanta raffigurazioni di atti sessuali tra donne sono stati in gran parte limitati ai softcore e alle pellicole semi-pornografiche della serie sexploitation, come Cherry, Harry & Raquel!, Score, Emmanuelle e Bilitis. Anche se scene semi-esplicite di sesso eterosessuale aveva fatto parte del cinema mainstream dalla fine degli anni sessanta, rappresentazioni equivalenti di donne che hanno rapporti sessuali tra loro fanno la loro comparsa nel cinema per il grande pubblico solo dopo il 1980. Due donne in gara del 1982 mostra una relazione sessuale tra due giovani donne, a seguire Lianna e Cuori nel deserto. Miriam si sveglia a mezzanotte conteneva anche una scena di seduzione sessuale tra Catherine Deneuve e Susan Sarandon.
In Henry & June del 1990, tratto da parti del Diario di Anaïs Nin, vi sono diverse scene lesbiche abbastanza esplicite; thriller erotici come Il tocco del diavolo (Wild Side) e Bound - Torbido inganno esplorano il mondo delle relazioni lesbiche e contengono scene esplicite di sesso tra donne. Il cinema indipendente ha poi creato diverse storie a forti tinte erotiche lesbiche, alcuni fra tutti Due ragazze innamorate, When Night Is Falling, Boys Don't Cry e Better Than Chocolate.

## Opinioni nei riguardi della rappresentazione erotica del lesbismo

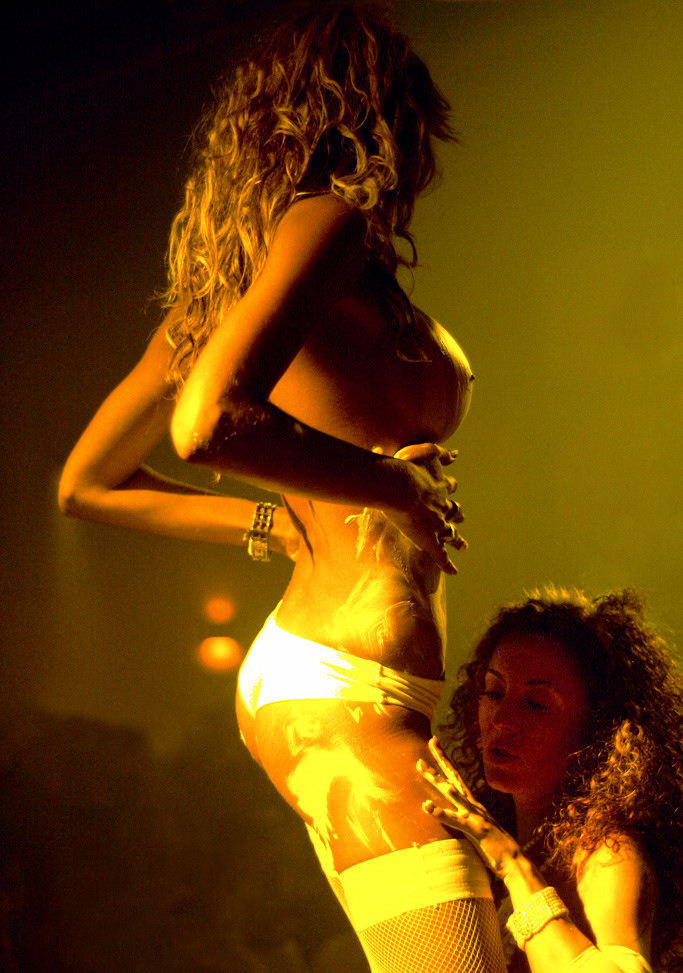
Sex show live "girl-on-girl".

### Effetti sugli uomini eterosessuali
La preferenza nei riguardi della pornografia lesbica può avere poca connessione con i sentimenti che si possono provare verso gli omosessuali nella vita reale. Un uomo eterosessuale può essere attratto da rappresentazioni pornografiche di lesbismo, pur mantenendo intatta tutta la sua omofobia. Tuttavia, diversi studi suggeriscono che gli uomini che percepiscono il lesbismo come erotico possono avere meno atteggiamenti negativi verso le lesbiche di quanto non ne abbiano verso gli uomini gay.
A contrario, relativamente alla visione erotica che l'omosessualità maschile potrebbe avere sul pubblico femminile, sono presenti opinioni contrastanti: se da un lato vari studi avrebbero dimostrato che le donne non percepiscono l'omosessualità maschile come erotica altri studi, invece, avrebbero dimostrato un buon interesse che talune donne hanno per la pornografia gay. A questo proposito, ad esempio, nell'agosto del 2005, la pornostar Jenna Jameson, ha lanciato il sito internet interattivo ‘'Club Thrust'’, che contiene video hard gay, dimostrando di attirare anche un pubblico femminile ed, inoltre, anche la vasta produzione di fumetti Yaoi e la slash fiction sembrerebbero confermare l'ipotesi secondo cui le donne non sono indifferenti alla pornografia gay.